# 久保山愛吉
久保山 愛吉（くぼやま あいきち、1914年6月21日 - 1954年9月23日）は、日本の漁船員。マグロ漁船第五福竜丸操業中にビキニ環礁付近でアメリカの水爆実験の被害に遭い半年後に死去した。

## 略歴

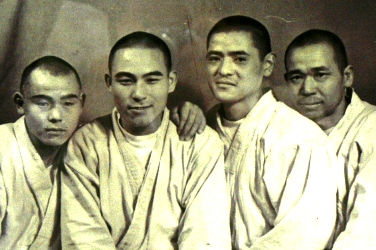
国立東京第一病院に入院中の久保山愛吉（右端）

1914年6月21日、静岡県志太郡焼津町(現在の焼津市)に生まれる。
1942年1月9日（当時27歳）、久保山はクェゼリン島第4艦隊第6防備隊に配属された特別監視艇（焼津港所属漁船）「第五福吉丸」に乗り組んでいた。1944年1-3月、船は撃沈されたが、久保山は43年5月に虫垂炎で入院・帰国していて助かった。
1954年1月、マグロ漁船第五福竜丸無線長として出航。南太平洋ビキニ環礁付近で操業中の同年3月1日未明、核実験（ブラボー実験）で被曝した。乗組員は放射線による長崎、広島原爆の被曝者の症状（火傷、頭痛、吐き気、眼の痛み、歯茎からの出血、脱毛）などの症状を呈した。
1954年3月14日、焼津漁港に帰港、東京都新宿区の国立東京第一病院（現国立国際医療研究センター）に入院。「急性放射線症」と診断された。久保山の被曝線量は5.1～5.9グレイと評価された（ビキニ事件）。
久保山は被爆による「急性汎骨髄癆（きゅうせいはんこつずいろう）」（再生不良性貧血）と診断され、これによる黄疸が悪化。約半年後の9月23日、売血輸血による肝炎ウイルス感染により死去した。10月9日、静岡県漁民葬がいとなまれ、木下航二作曲「原爆許すまじ」のコーラスに送られた。10月12日、追悼原水爆対策全国漁民大会が開催された。

## 死因
「死の灰の犠牲者」と報じられ放射能の危険性を示す事件として世界的なニュースになった。一方、病理解剖によって判明した直接的な死因は肝炎である。これは急性の放射線障害の出ていた久保山は全血液を輸血で入れ替えたため、放射線障害の影響が生命に及ぼすより前に血液感染で肝炎になった可能性が高いと見られている。

## 画像

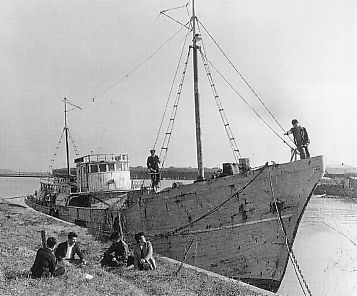
ビキニ事件前の第五福竜丸
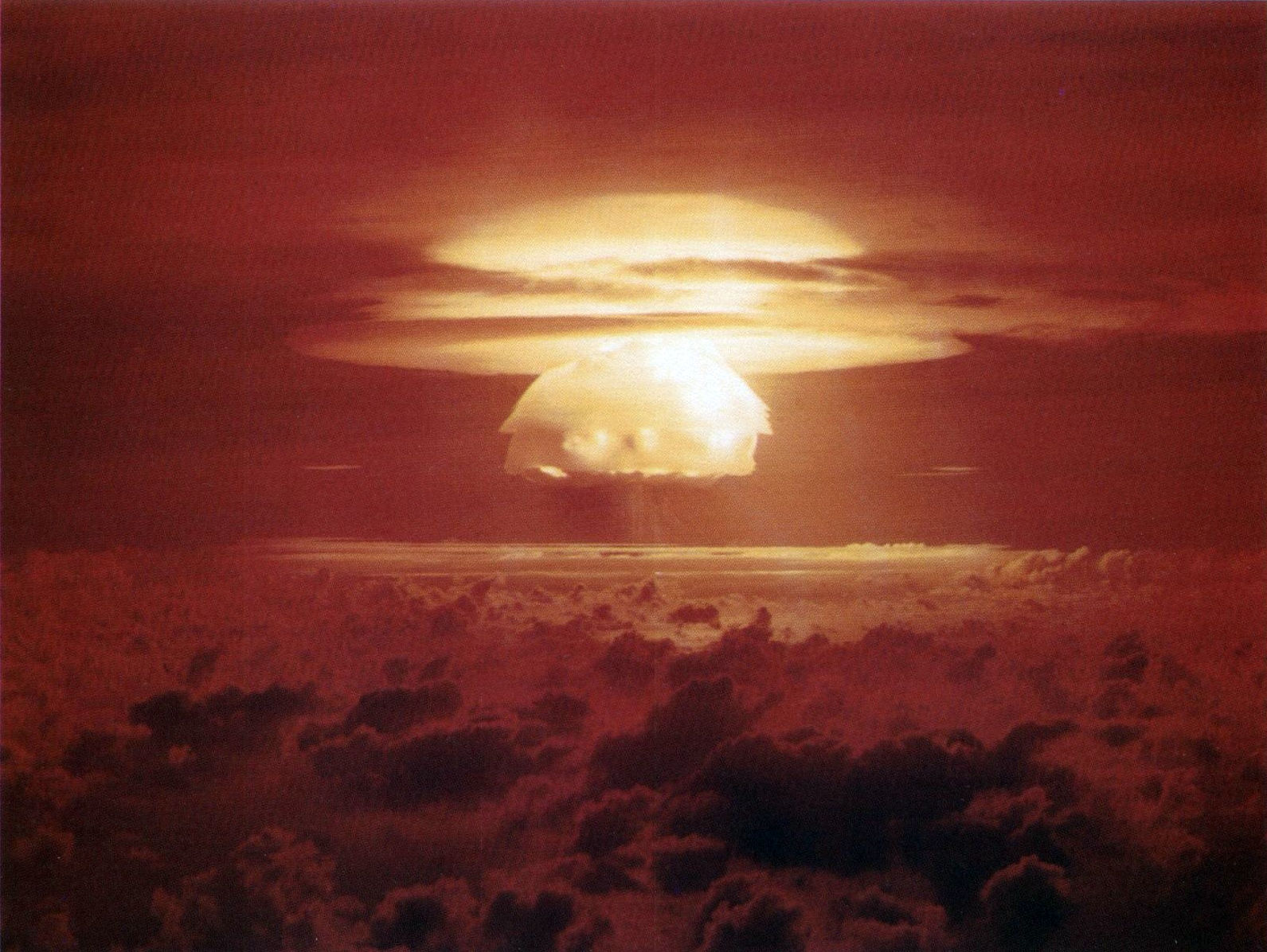
ブラボー実験によるキノコ雲
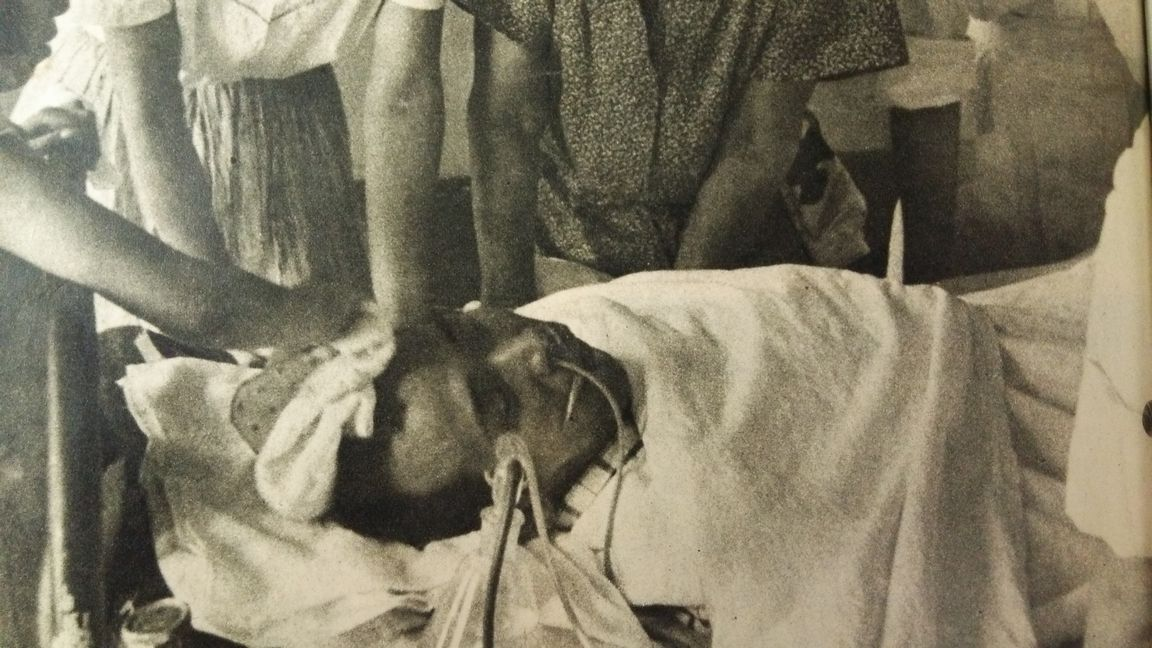
死去直前の久保山愛吉
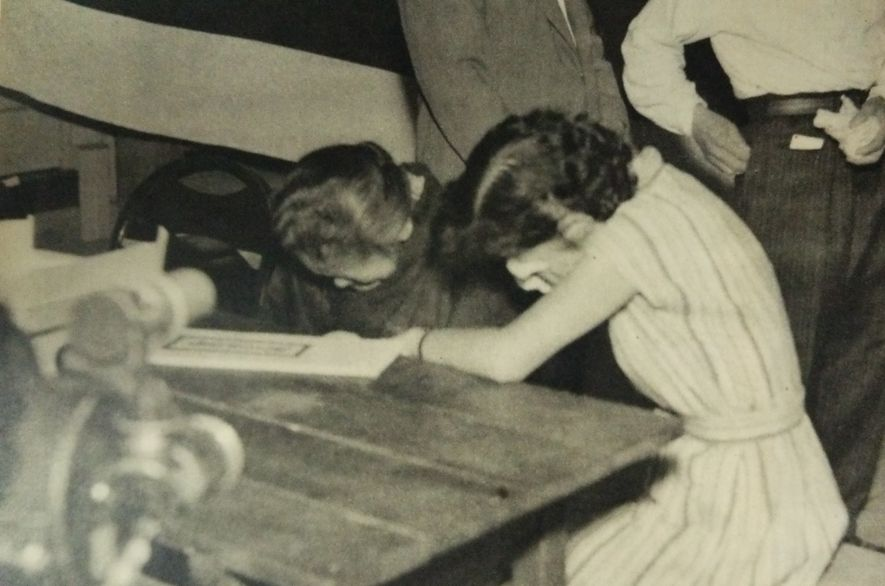
久保山の訃報に泣き崩れる妻と母
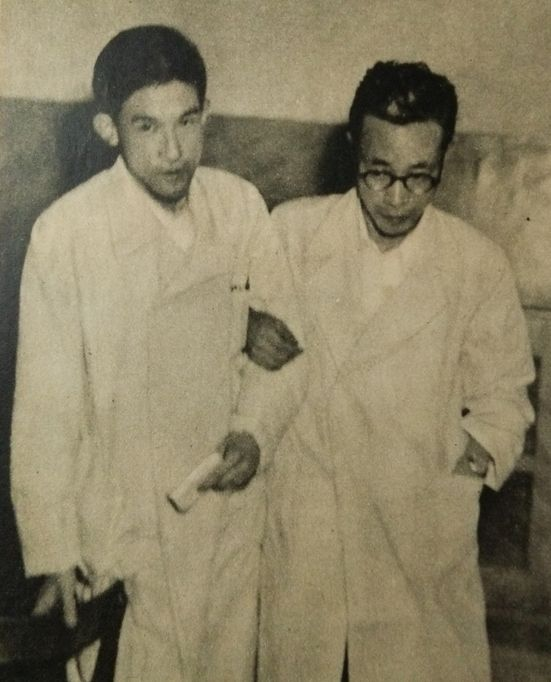
久保山の死去直後、「もう何も言えません」と語る主治医の熊取敏之（国立東京第一病院、左）と、三好和夫（東京大学医学部附属病院、右）
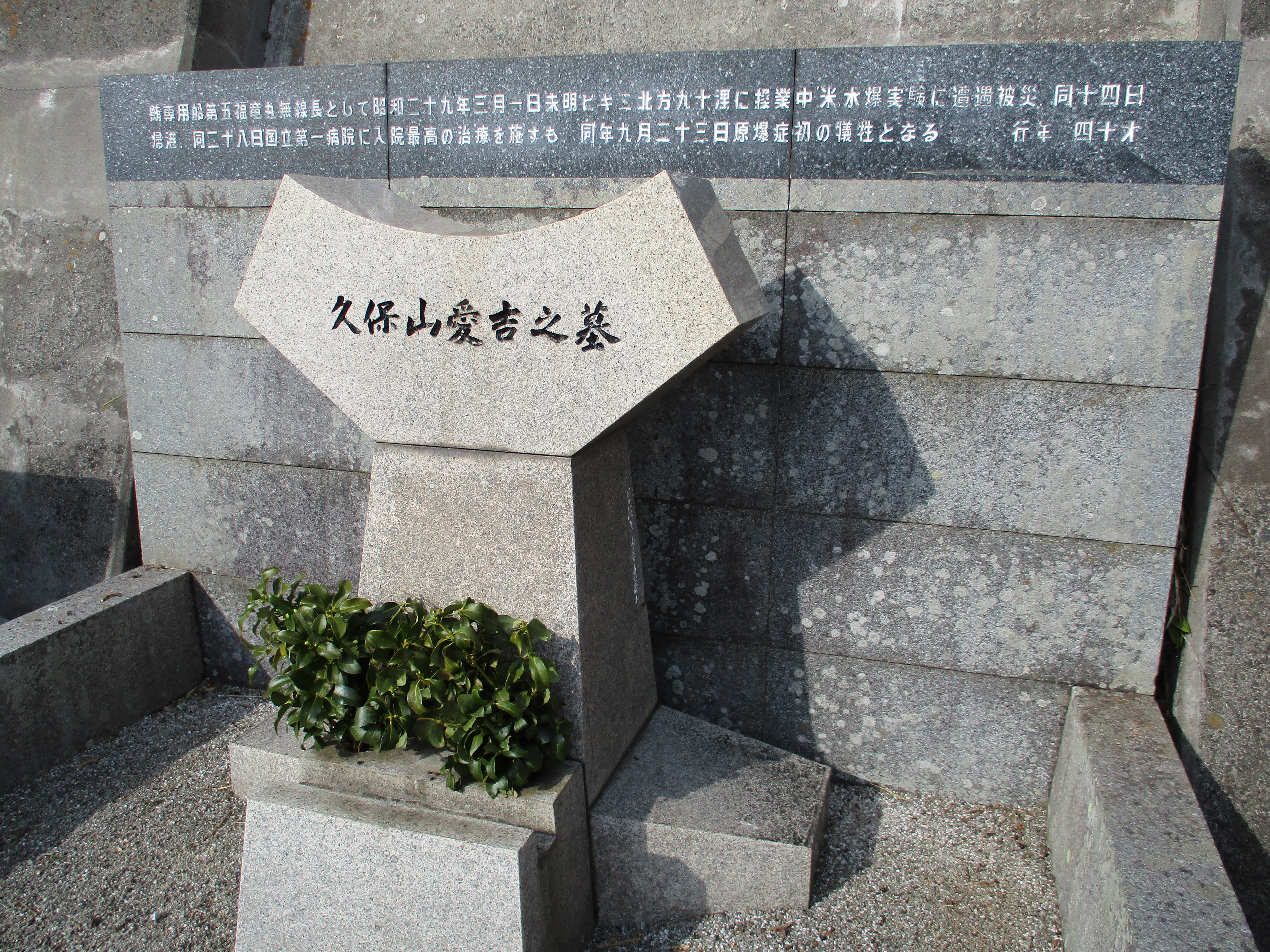
墓（焼津市浜当目にある弘徳院）